# 研究員
研究員（けんきゅういん-リサーチフェロー）は、おもに研究機関で研究活動に従事する職員または構成員及びその職位のこと。政党・団体・企業の定める資格のひとつ。

## 研究員を置く機関
研究員とは主に政府・独立行政法人・認可法人・地方公共団体・大学・病院・財団法人・社団法人・学会・NPOなどが設置する研究所或いはシンクタンクなどにおいて置かれる役職である。身分は政府や地方公共団体において採用されている場合は国家公務員、地方公務員となるが、公務員試験などによる採用とは異なり、大学院修了者や博士の学位取得者などが業績や人物審査により、採用される場合が多い。
大学や病院などの研究機関では、大学の教授、准教授、助教、大学院生、外部からの招聘者などで構成されることもある。
博士課程修了者が一定期間、ポストドクターとして勤務する際に与えられる役職も研究員と称される事例もあり、研究員の役職は多様な機関で用いられる。
企業などで、おもに証券会社や銀行、コンサルタント企業の他、商品開発のため科学技術的研究のともなう分野で見られる。

## 研究員の職階・職種
研究員の職階は、職を置く機関にもよるが以下の構成である場合が多く、例外は多く存在する。研究は中テーマ毎に分けられた研究室単位で行われるが、実験室、備品、労務、人事、予算と事務手続きといった管理単位の意味合いの場合が多く、実質の研究は各々の研究員以上の研究者単位で行われる。また研究職の職種として科学技術振興機構では、研究機関の部・室・グループ長等を教授相当職、研究機関の主任研究員等を准教授相当職、研究機関の研究員、リサーチフェロー等を研究員・ポスドク相当と分類している。
トップダウン型の研究所は、研究は組織的に行われ、下記の職階構造が有効に働くが、ボトムアップ型の研究所は各々の研究者が一人で店舗を出店しているような感覚の事業スタイルとなっている場合もある。
※以下は政府外郭・民間シンクタンクの職階をモデルとしている。独立行政法人型のシンクタンクでは主任研究官等、公務員の官名を用いる場合もある。
所長
研究所のトップであり、会社の社長に相当する職。研究所の顔でもあり、研究者がこの職に就く。プロパーが就くことが多いが、外部の高名な学者が招かれることもある。ただし、研究者は教育・研究等の業務以外とは縁遠く好まない（ことを良しとする）者も多いため、実質の管理運営は、総務部長（副所長を兼任することが多い）が執り行うことが多い。
副所長
会社の副社長に相当する管理職。研究者が就くかまたは、研究者で無い総務部長が兼任する。
部長
文字通りの管理職。総務部長以外は研究者がこの職に就く。この職に就いた場合、研究活動は必ずしもストップするとは言えないが、研究者の部下が論文の連名者に入れない場合もあり、研究者としての業績もストップすることもある。国と自分の研究所の橋渡し的な役職であり、室長とのコミュニケーションを行い、大学・研究所との関係も指導・関与する。室長を兼務する場合がある。
室長
研究室の長として実質的に研究を推進する管理職。殆どの場合、博士号を取得した研究者がこの職に就く。部長、主管研究員・上席研究員・上級研究員、主任研究員が兼務する場合がある。様々な大学・研究所・企業との連携を保ちつつ、研究活動を円滑に行うために重要な職である。
主任研究員
同じ主任研究員という職種でも、組織によって待遇や権限が全く異なる。大学の教授・准教授クラスの管理職研究者としているところも多い。
主席研究員
「首席研究員」と書かれることも。所長クラス（この肩書きの無い研究所も有る）に準じるライン外の研究者。職名でなく、階級名的な扱いの場合もある。部下が居ないことが多い。
主幹研究員・上席研究員・上級研究員
部長クラスに準じるライン外の研究者（組織によっては室長クラス。この肩書きの無い研究所も有る）。職名でなく、階級名的な扱いの場合もある。室長を兼務していなければ、部下が居ないことが多い。
研究員
会社の係長に相当する研究者、平社員相当の組織もある。職名ではなく階級名的な扱いの場合もある。
※この職階外に、任期付き研究員、特別研究員、客員研究員や、肩書きの無い見習い研究者、技術職員（研究補助員）などもある。

## 資格としての研究員
自由民主党の設置する自由民主党中央政治大学院は、党員のうち講座を修了し、論文と誓約書を提出した者に中央政治大学院研究員の資格を付与している。

## 称号としての研究員
称号としての研究員として特別研究員、名誉研究員、客員研究員、名誉特別研究員などがある。